# A. Leon Higginbotham Jr.
Aloyisus Leon Higginbotham Jr. (25 de febrero de 1928 - 14 de diciembre de 1998) fue un promotor de derechos civiles, autor, y juez federal afroestadounidense. Higginbotham fue el primer juez federal afroestadounidense de la Corte Distrital de los Estados Unidoes para el Distrito Oriental de Pensilvania. Más tarde fue nombrado al Tercer Circuito de Cortes de Apelaciones de Estados Unidos, donde fue el juez principal en 1990 y 1991.

## Primeros años y personal
Higginbotham nació el 25 de febrero de 1928 en Ewing Township, New Jersey. Higginbotham asistió a una escuela segregada.  

Higginbotham se matriculó en la Universidad Purdue en West Lafayette, Indiana como uno de sólo 12 estudiantes negros en la universidad en el momento de su matriculación. Los estudiantes negros eran obligados a vivir en un ático sin calefacción lejos de los restos de los estudiantes, y más tarde Higginbotham citaría esta experiencia como una inspiración para estudiar derecho.
En 1945, se trasladó a Antioch College en Yellow Springs, Ohio, donde Higginbotham sirvió como jefe del capítulo de la NAACP en su universidad. Mientras en la universidad, logró convencer al gobernador de Ohio a apoyar legislación para bajar la edad de votación a 18. Higginbotham recibió un bachiller universitario en letras en 1949.
En 1949, Higginbothm se matriculó en la Escuela de Derecho Yale. 
Higginbotham recibió su Bachiller de Derecho en 1952. En 1969, como el primer fideicomisario afroestadounidense de Yale, apoyó la apertura de Yale College a mujeres.

## Carrera jurídica
Después de graduarse, Higginbotham inició su carrera como asistente legal en el Tribunal de Litigios Ordinaros en el Condado de Filadelfia. En 1953 el fiscal de Filadelfia lo contrató como ayudante de fiscal. 
En 1954 entró en el ejercicio privado como miembro de la primera bufete afroestadounidense en Filadelfia. Higginbotham quedó en ejercicio privado hasta 1962.

## Servicio público

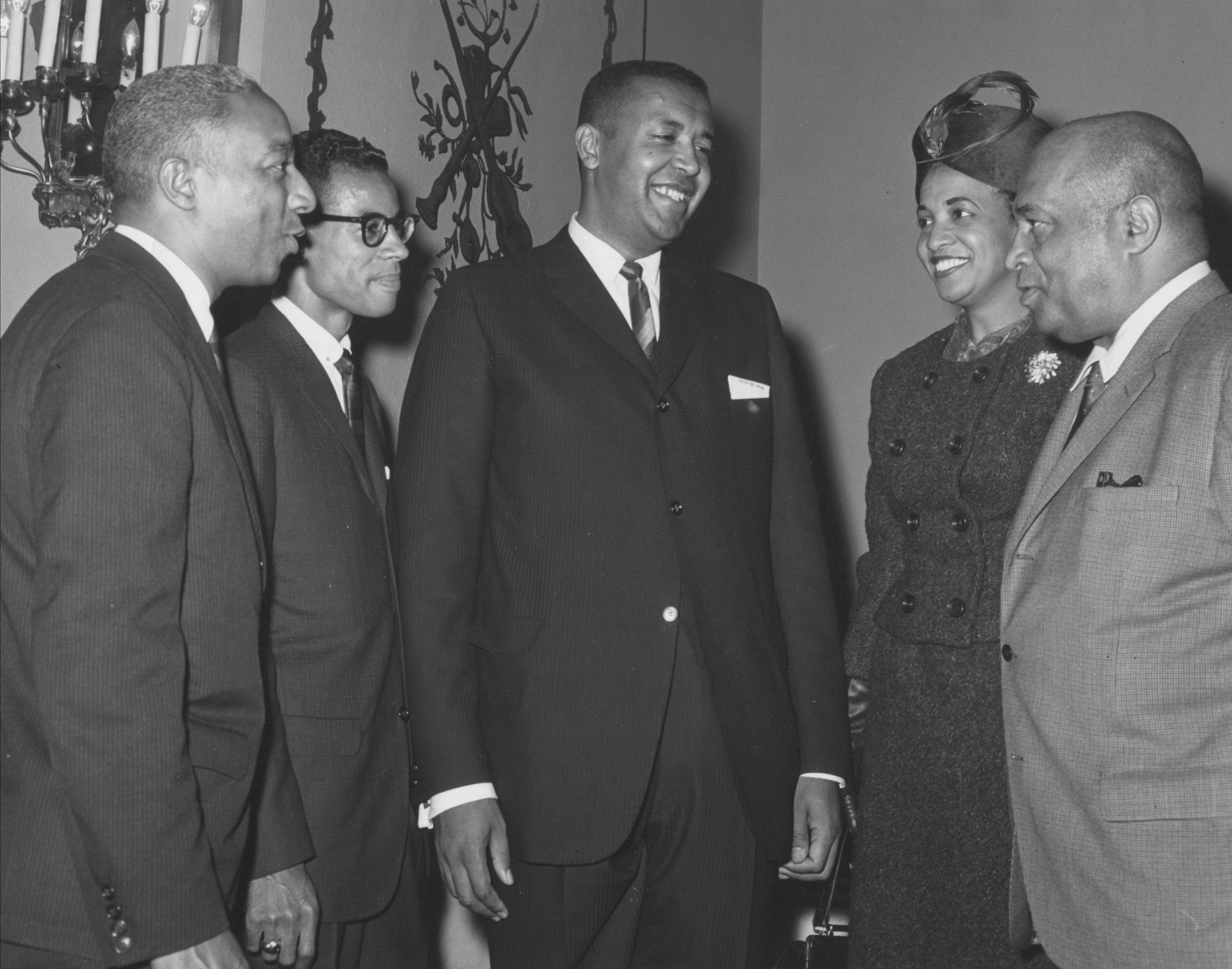
El juez Higginbotham con exsocios abogados en su ceremonia de jura en la FTC

Mientras en ejercicio privado, Higginbotham sirvió en varias posiciones gubernamentales; fue un abogado de estado diputado especial desde 1956 hasta 1962, un consejero auditor para objeciones de conciencia para el Departamento de Justicia desde 1960 hasta 1962, y un comisionado en la Comisión de Derechos Humanos de Pensilvania desde 1961 hasta 1962.
Kennedy nombró a Higginbotham a la Comisión Federal de Comercio (FTC) en 1962, el primer comisionado regulatorio afroestadounidense. Higginbotham se convirtió en un partidario fuerte del presidente Kennedy, y con frecuencia asistía eventos en la Casa Blanca.
El Fiscal general Robert Kennedy, quien había llegado a conocer a Higginbotham mediante su trabajo en la FTC, recomendió que el presidente Kennedy lo nominara para ser juez en el Distrito Oriental de Pensilvania, lo que hizo este en 1963.  Tras un retraso planificado por un segregacionista en el Senado, Higginbotham se convirtió en un juez en el Tribunal del Distrito Oriental de Pensilvania.

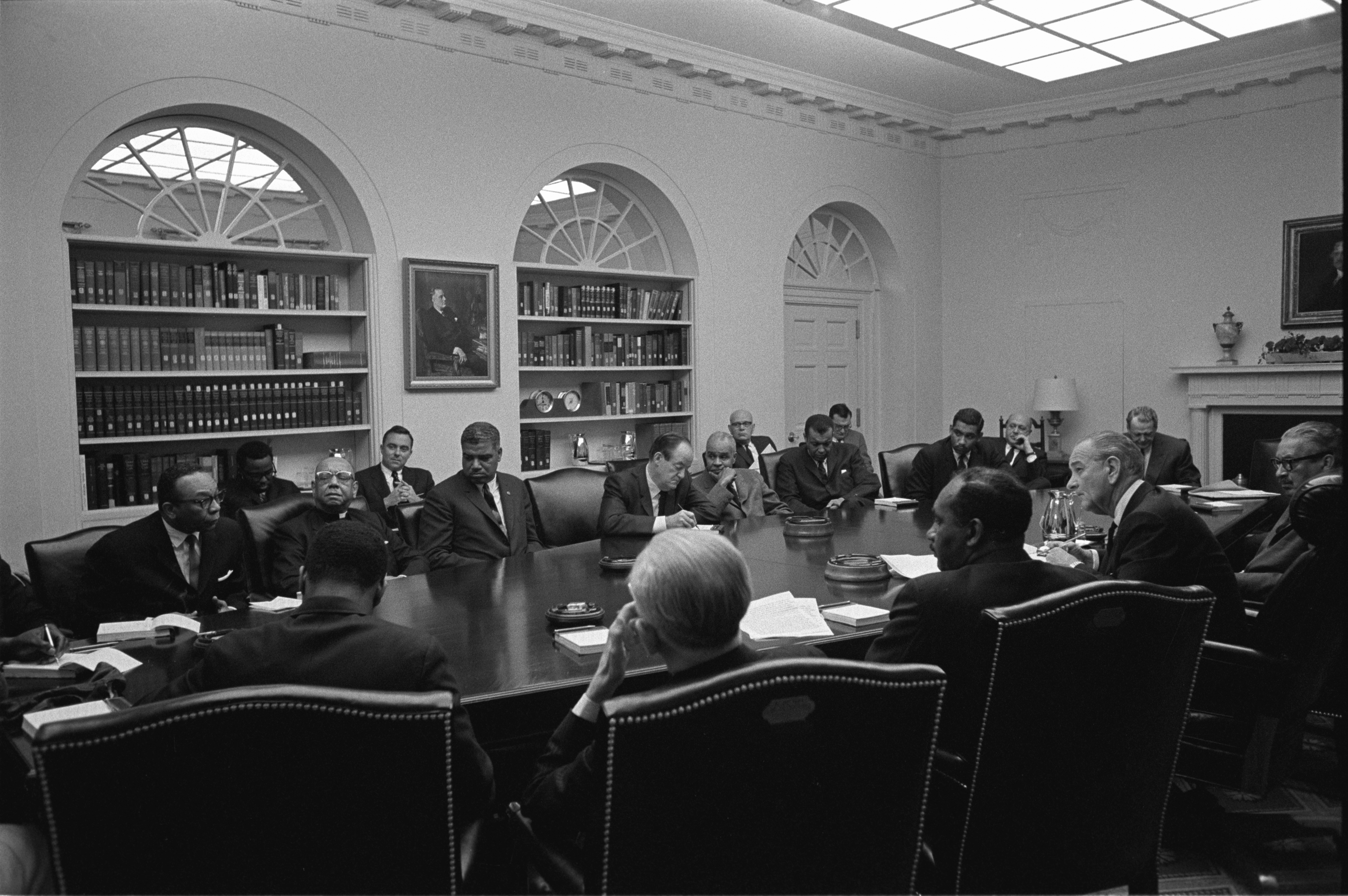
El presidente Johnson reuniéndose con promotores de derechos civiles tras el asesinato de Martin Luther King, con el juez Higgibotham presente.

Tras ser nombrado al Tribunal del distrito, Higginbotham formó una relación con el presidente Johnson, y asistió a muchos eventos en la Casa Blanca a mediados de los 1960. El día después del asesinato de Martin Luther King, Higginbotham fue llamado a la Casa Blanca para participar en una serie de reuniones para aconsejar al presidente sobre cómo responder a la muerte de King. Higginbotham se quedó en la Casa Blanca esta nocha y continuó aconsejando al presidente en los próximos días.
En 1967, Higginbotham hizo arreglos para que el presidente Johnson visitara a Filadelfia del Norte para recorrer un esfuerzo de revitalización de las comunitaria. Un año después, tras el  asesinato de Robert Kennedy, el presidente Johnson llamó a Higginbotham de nuevo, y lo nombró un miembro de la Comisión sobre las Causas y la Prevención  de Violencia. 
Durante la apertura de la biblioteca presidencial de Johnson, Johnson llamó a Higginbotham "uno de mis consejeros más íntimos, firme, confiable, responsable."

## Carrera judicial

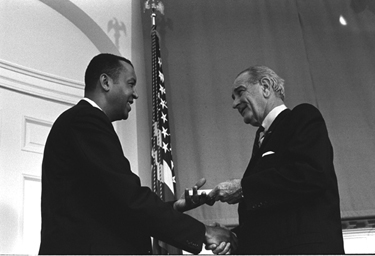
El juez Higginbotham recibiendo su comisión del presidente Johnson

Higginbotham pasó 13 años como un juez del tribunal de distrito. Como un nuevo juez, Higginbotham todavía sufrió el racismo.   

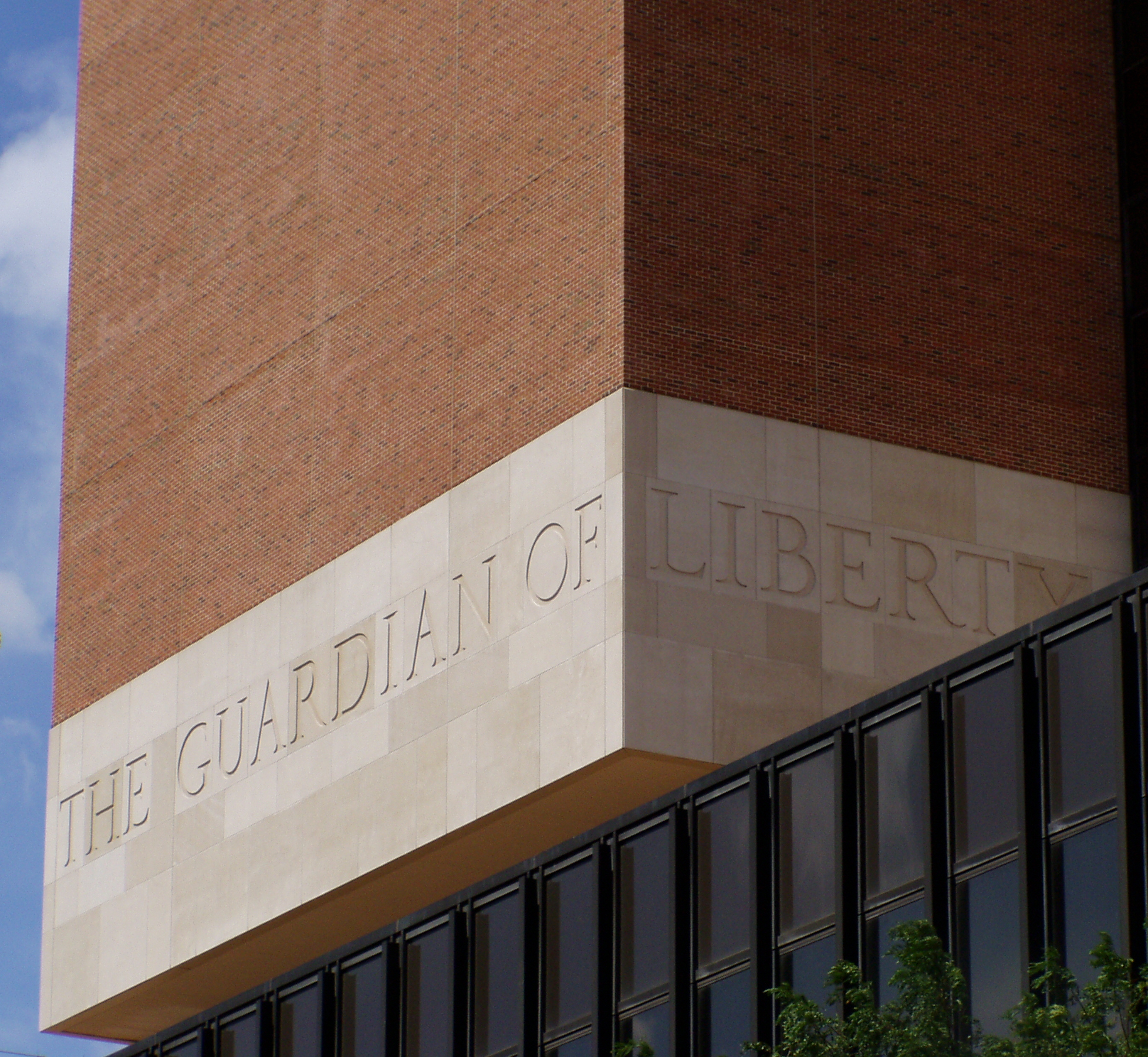
Las salas del juez Higginbotham en el Tercer Distrito estaba en el Palacio de Justicia James A. Byrne en Filadelphia.

En 1974, Higginbotham emitió su opinión influyente en el caso de Comm. of Pa. v. Local 542, Int'l Union of Operating Engineers, (en español: Mancomunidad de Pensilvania v. Local 542, Unión Internación de Ingenieros Operativos). Su opinión explicó que un juez afroestadounidense involucrado íntimamente con la lucha por el derecho civil  no era obligado a recusarse de un caso sobre alegaciones de la discriminación racial. Higginbotham falló que un juez no debería ser obligado a recusarse solo por ser miembro de un grupo minoritario.
El presidente Jimmy Carter propuso a Higginbotham para ocupar un escaño en el Tercer Circuito de Cortes de Apelaciones de Estados Unidos. Fue confirmado por el Senado y recibió su comisión el 11 de octubre de 1977.  Más tarde, Higginbotham describiría su filosofía jurídica como semejante a la del juez Cardozo; rechazaba el concepto de construccionismo estricto, a favor de "un concepto evolucionario en términos de lo que es imparcial y justo en una sociedad." Atacaba a construccionistas estrictos como inconsecuentes. Fue el juez principal del Corte de Apelaciones desde 1990 hasta 1991 y se jubiló de la judicatura el 5 de marzo de 1993.

## Carrera más tarde

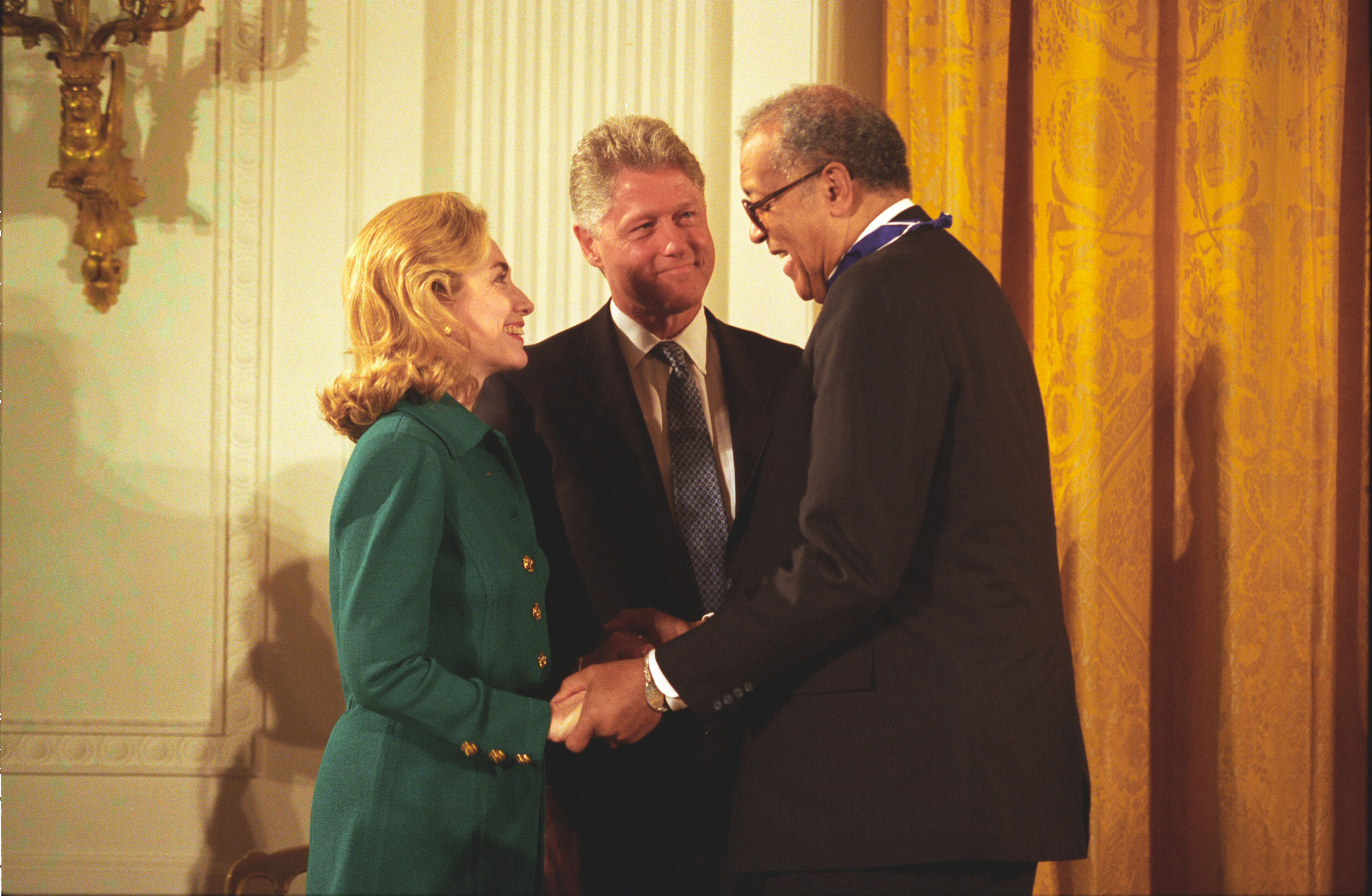
El juez Higginbotham con Hillary Clinton y el presidente Clinton durante la presentación de la Medalla de la Libertad

Higginbotham fue un profesor adjunto en la Universidad de Pensilvania por 24 años en el departamento de sociología y más tarde en la escuela de derechos. Higginbotham sirvió como un fideicomisario de la Universidad desde 1968 hasta 1998. También fue fideicomisario de la Universidad Yale y la Universidad Thomas Jefferson.
Tras jubilarse de la judicatura, Higginbotham se unió al bufete de Paul, Weiss, Rifkind, Wharton & Garrison, y aceptó una posición en la Escuela Harvard Kennedy como profesor de jurisprudencia de servicio público. Ocupó ambas posiciones por el resto de su vida.
Higginbotham sirvió como consejero al Grupo Negro del Congreso en una serie de casos de derechos de votación ante la Corte Suprema. En 1996, Higginbotham sirvió como consejero a Texaco sobre los asuntos de recursos humanos y diversidad.
Higginbotham publicó In the Matter of Color: Race and the American Legal Process 1: The Colonial Period en 1978. También escribió o ayudó a escribir más de 100 artículos en revistas legales. Publicó su segundo libro, Shades of Freedom: Racial Politics and Presumptions in the American Legal Process en 1996.  Después de su jubilación, emitió más de 100 discursos.
Higginbotham estaba involucrado en la transición a elecciones democráticas en Súdafrica. Tras la caída del apartheid, Higginbotham consultó a Nelson Mandela y estableció el Fondo South Africa Free Election (SAFE). Recaudó muchos millones de dólares para apoyar las elecciones justas en Súdafrica, y sirvió como uno de los mediadores internacionales para las primeras elecciones interraciales en Súdafrica en 1994. Después de las elecciones, ayudó al nuevo gobierno sudafricano a redactar una nueva constitución.

El 1 de diciembre de 1998, dos semanas antes de su muerte, Higginbotham dio testimonio ante la Comisión Judicial de la Cámara acerca del asunto de la definición de una ofensa que merece destitución, como parte de las audiencias sobre el proceso de destitución de Bill Clinton. Higginbotham arguyó que la conducta de Clinton no merecía la destitución.

## Muerte
Higginbotham se murió el 14 de diciembre de 1998 en Boston, Massachusetts tras una serie de derrames cerebrales. El presidente Clinton lo describió como "uno de los promotores más apasionados y firmes de derechos civiles de nuestra nación." 

## Premios y honores
El presidente Clinton otorgó a Higginbotham la Medalla Presidencial de la Libertad en 1995. En 1996, la NAACP lo otorgó su honor más alto, la Medalla Springarn. Durante su vida, recibió más de 60 títulos honorarios.